# گذرگاه بریکهارت
گذرگاه بریکهارت (به انگلیسی: Breakheart Pass) که در ایران با نام فراتر از کشتار هم شناخته می‌شود، یک فیلم وسترن ماجراجویی آمریکایی است که در سال ۱۹۷۵ منتشر شد.
این فیلم بر پایه رمانی به همین نام اثر آلیستر مک‌لین و در بخش شمال مرکزی ایالات آیداهو ساخته شده‌است.